# وقت
الوقت هو مقدار محدود من الزمن، وفي معتقدات أخرى هو الحد الواقع بين أمرين أحدهما معلوم سابق، والآخر معلوم به لاحق. والميقات هو الوقت المعين للقيام بأمر ما وقد يُذكر للمكان الذي يجعل وقت الشيء كميقات الحج.

## عند الصوفية
الصوفي قسمان ابن الوقت وهو أن يكون تابعا للوقت، والوقت غالب عليه. وأبو الوقت وهو أن يكون غالبا للوقت.

## أوقات الأمراض
أوقات الأمراض في علم الطب والأمراض هي ابتداء وتزيد وانتهاء وانحطاط.

## أوقات السنة
أوقات السنة هي فصولها.